# Данзас, Логин Иванович
Логин Иванович Данзас (Жан Луи Лорен д’Анзас; 1770 или 1774 — 1833 или 1836) — российский военный французского происхождения, генерал-майор, гофмейстер. 

## Биография
Происходил из эльзасского дворянского рода Данзас. Сын королевского прокурора Верховного Совета Эльзаса Жана-Батиста д’Анзас; брат Шарля д’Анзаса, которого в России называли Карлом Ивановичем Данзасом. 
Родился в 1770 (или 1774) году в Оберброне, в Эльзасе. 
Жан Луи Лорен д’Анзас был в 1793 году капитаном в корпусе принца Конде. Затем поступил на русскую военную службу; в 1811 году принёс присягу на вечное подданство Российской империи, майор 33-го Егерского полка.
Был участником Наполеоновских войн в составе русской армии: находился в сражениях при Аустерлице, Прейсиш-Эйлау, Фридланде; в сражении по Лейпцигом был тяжело ранен. Награждён орденами Св. Владимира 4-й ст. с бантом, Св. Анны 2-й ст, Св. Георгия 4-й ст. (подполковник; № 2423 (1056); 29 августа 1812). В 1814 году он был комендантом города-крепости Бар-ле-Дюк. Людовик XVIII лично вручил ему в 1814 году орден Лилии.
После возвращения в Россию, в 1817 году он был назначен помощником директора Пажеского корпуса со званием гофмейстера. В 1819 году с производством в генерал-майоры стал командиром Пажеского корпуса (с 7 июля 1819 по 9 февраля 1828). Определением Санкт-Петербургского дворянского депутатского собрания от 9 ноября 1814 года признан в потомственном дворянском достоинстве с внесением в III часть родословной книги. 
Женился в марте 1809 года в Нарве, на дочери генерал-майора Василия Родионовича Гербеля (ок. 1753 — до 1809), потомка архитектора Николая Гербеля. У них родилось четыре сына и дочь: Александр (1810—1880), Луи, София, Николай (1816—1855), Фёдор (1819—?).